# Heteropsis steyermarkii
Heteropsis steyermarkii är en kallaväxtart som beskrevs av George Sydney Bunting. Heteropsis steyermarkii ingår i släktet Heteropsis och familjen kallaväxter. Inga underarter finns listade.